# IJlst

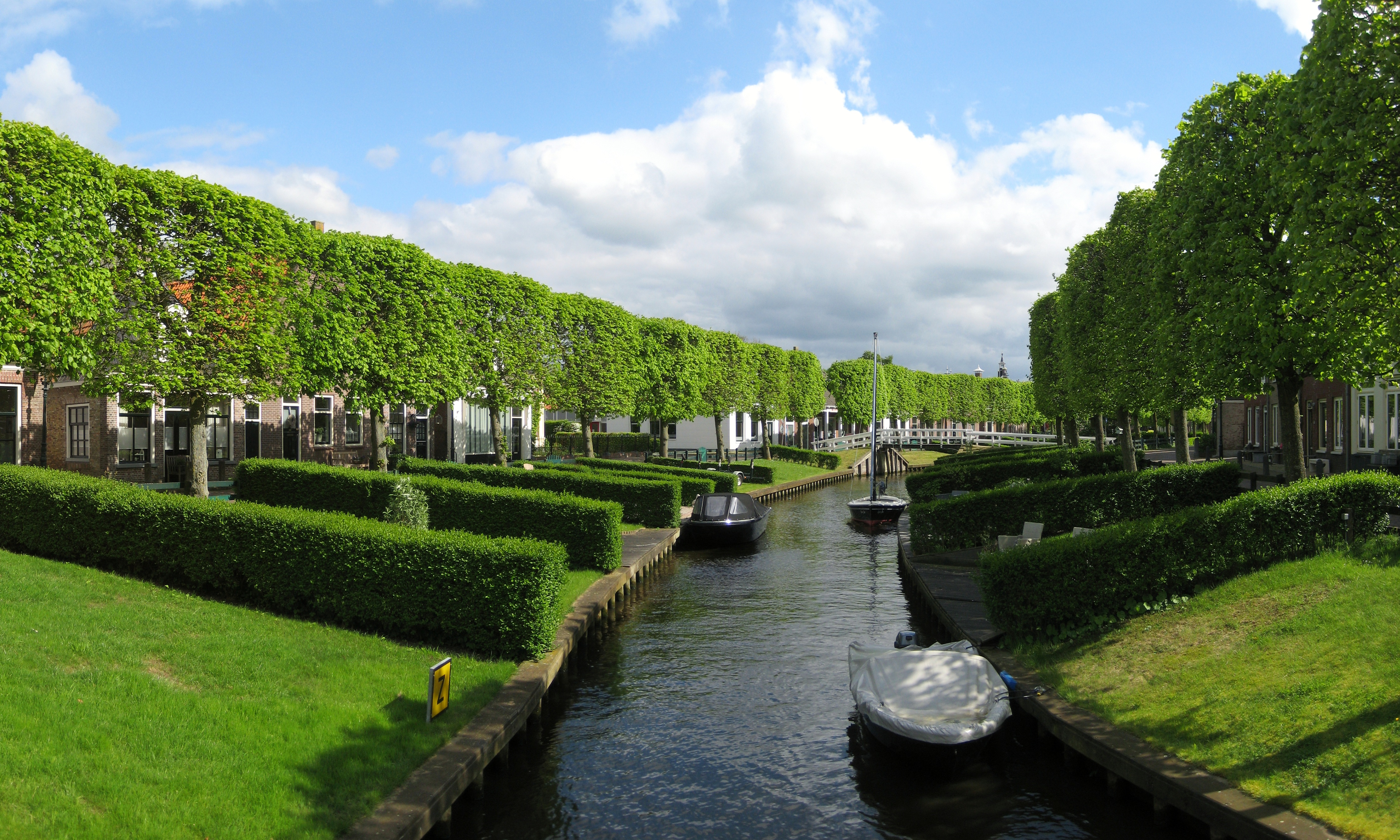
Il fiume Ee ad IJlst

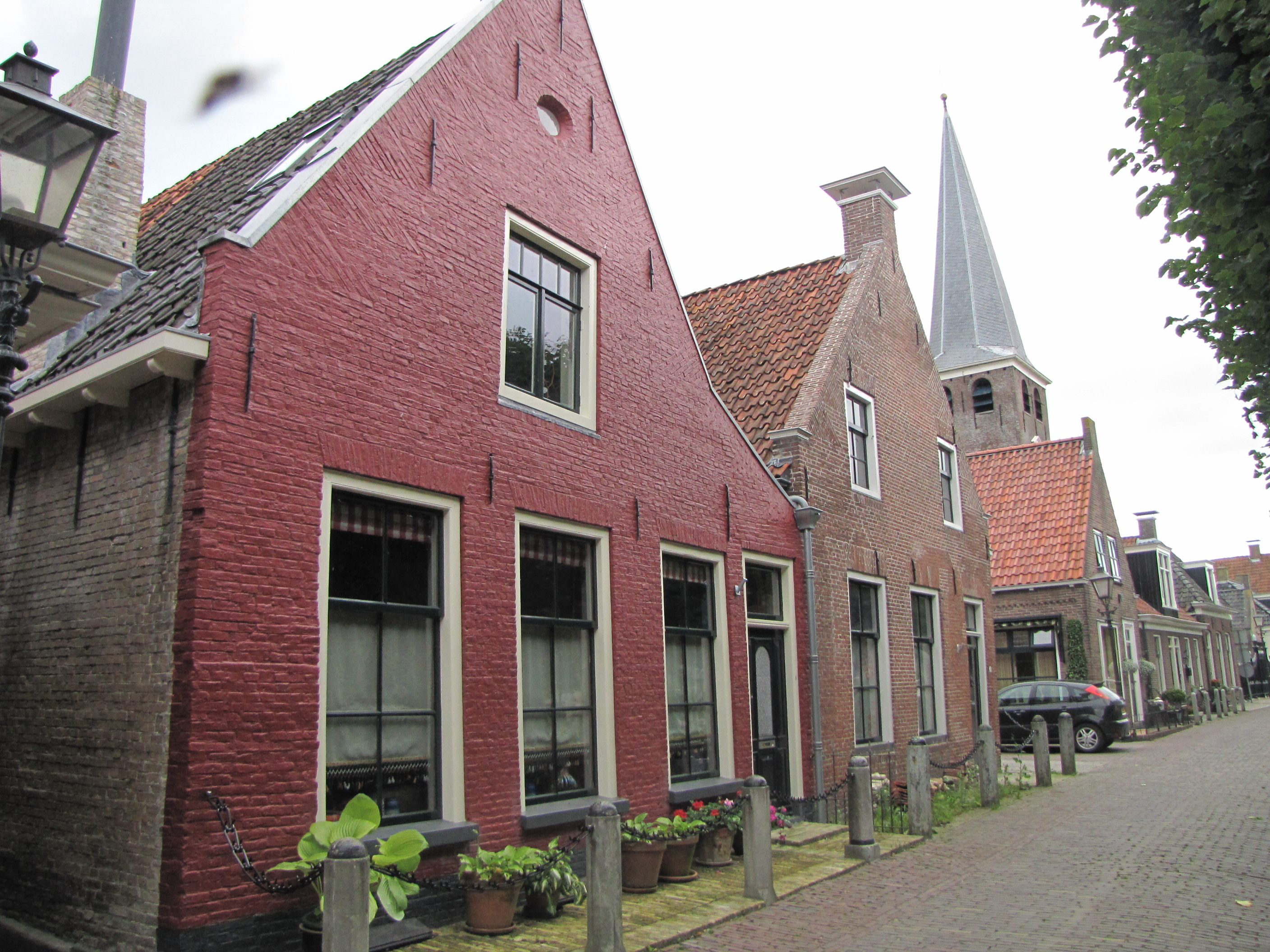
Una via di IJlst con edifici storici

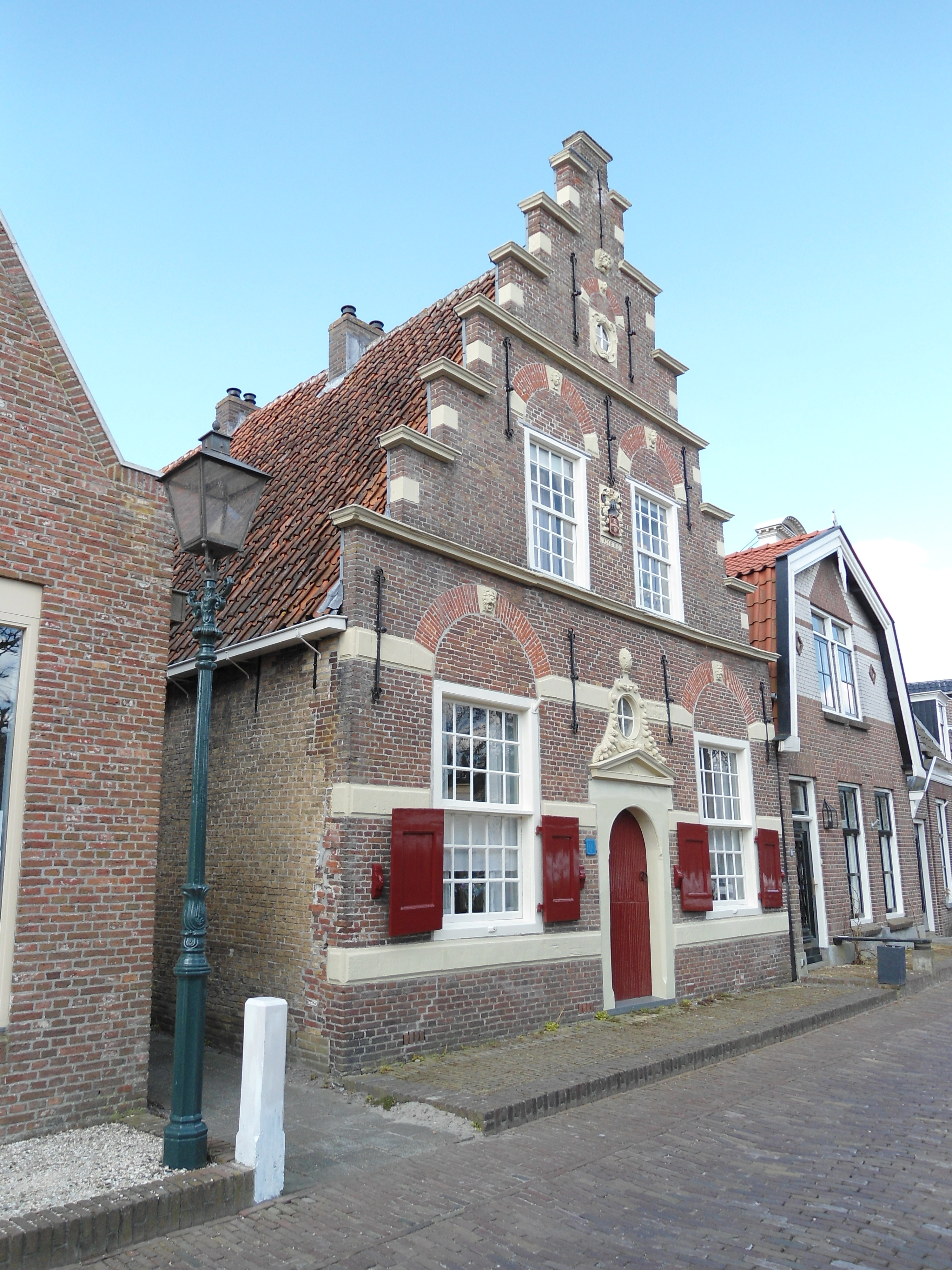
Il Messingklopper, edificio storico di IJlst

IJlst  (pron.: /ɛjlst/; in frisone: Drylts) è una cittadina di circa 3.100 abitanti del nord-est dei Paesi Bassi, facente parte della provincia della Frisia e situata lungo il corso del fiume Ee. Dal punto di vista amministrativo, si tratta di un-ex comune, dal 1984 accorpato alla municipalità di Wymbritseradiel (di cui era il capoluogo), municipalità a sua volta accorpata nel 2011 a quella di Súdwest-Fryslân.
Tra le cosiddette "undici città della Frisia", IJlst vantava in passato una lunga tradizione per la costruzione di navi.

## Etimologia
Le origini del toponimo IJlst/Drytlts non sono chiare.
Secondo una prima ipotesi deriverebbe dal nome di un stins ("roccaforte") chiamato "Ylostins" (v. anche la sezione "Storia"), mentre secondo un'altra ipotesi derivebbe invece dal nome del corso d'acqua Ee.

## Geografia fisica

### Collocazione
IJlst si trova a circa metà strada tra Workum e Sneek (rispettivamente ad est della prima e a sud/sud-ovest della seconda), a circa 25 km. a nord di Sloten.

### Suddivisione amministrativa
Buurtschappen
- Nijezijl

## Società

### Evoluzione demografica
Nel 2011, la popolazione stimata di IJlst era di 3.150 abitanti.
La località ha quindi conosciuto un incremento demografico rispetto al 2008, quando la popolazione stimata era di 3.145 abitanti, e rispetto al 2001, quando la popolazione censita era di 3.110 abitanti.

## Storia
IJlst ricevette lo status di città nel 1268.
Nel 1379, IJlst acquisì anche il diritto di poter tenere un mercato settimanale.
Nel XV secolo, la potente famiglia Harinxma costruì in loco una roccaforte (stins) chiamata "Ylostins" o "Ilostins".

## Stemma
Lo stemma di IJlst raffigura una nave dorata su sfondo blu che naviga su un mare dorato.
Le origini dello stemma di IJlst risalgono al 1584. Lo stemma si rifà ad un bollo del 1496 raffigurante una cocca.

## Monumenti e luoghi d'interesse
IJlst vanta 43 edifici classificati come rijksmonumenten.

### Chiesa di San Maurizio
Tra gli edifici storici di IJlst, figura la chiesa di San Maurizio, situata al nr. 48 di Eegracht e risalente al 1830.

### Antico municipio
Altro edificio storico di IJlst è l'antico municipio, situato al nr. 49 di Galamagracht e risalente al 1859.

### Himmole
Altro edificio storico di IJlst è lo Himmole, un mulino a vento risalente al XVIII secolo.

### Mulino "De Rat"
Altro storico mulino a vento di IJlst è il mulino De Rat, risalente al 1828 e restaurato nel 1929.

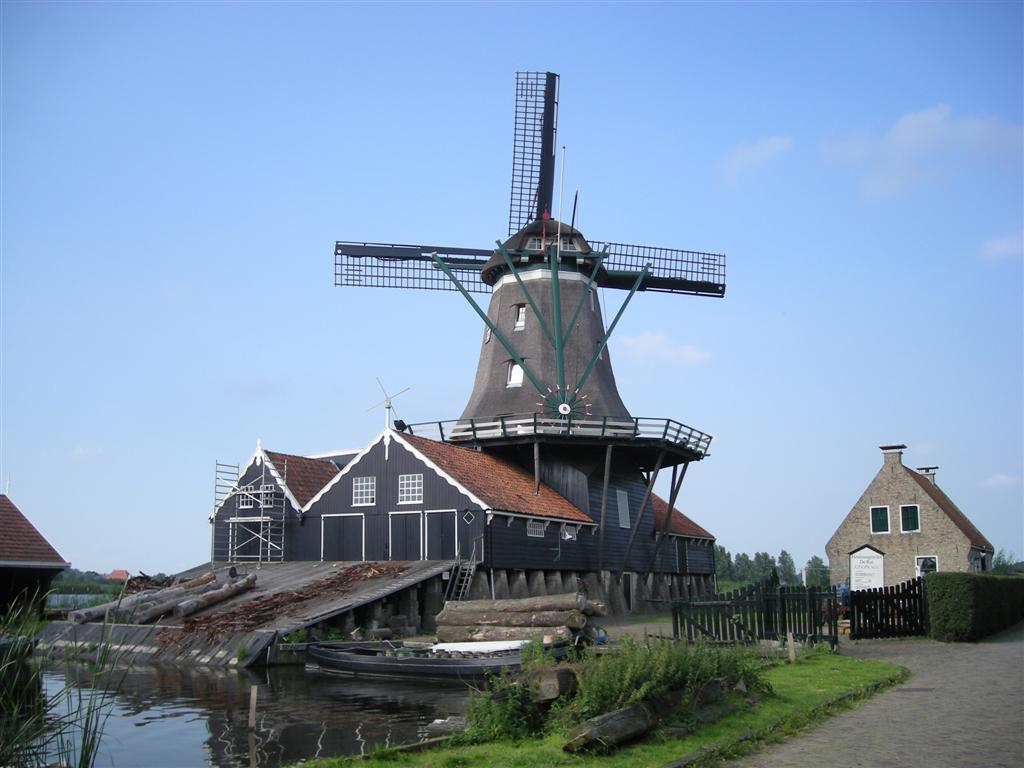
Il mulino "De Rat"

## Sport
IJlst è una delle dodici tappe della Elfstedentocht, la celebre corsa di 200 km su pattini da ghiaccio.